# 井上晃二
井上 晃二（いのうえ こうじ、1960年12月31日 - ）は、大分県出身の元プロ野球選手（内野手）。右投右打。

## 来歴・人物
当初は、別府鶴見丘高へ進学するが、数ヶ月で別府大附高に転校する。1977年秋季九州大会県予選準々決勝に進むが、別府商業高に敗退。
強肩俊足の内野手と期待され、1978年のプロ野球ドラフト会議で日本ハムファイターズから3位指名され入団。
1979年にはフロリダ州の教育リーグに参加。1981年に一軍初出場、同年は26試合に出場し5試合に遊撃手として先発した。しかし、その後は一軍出場がないまま1983年限りで現役を引退した。

## 詳細情報

### 年度別打撃成績
| 年 度     | 球 団     | 試 合 | 打 席 | 打 数 | 得 点 | 安 打 | 二 塁 打 | 三 塁 打 | 本 塁 打 | 塁 打 | 打 点 | 盗 塁 | 盗 塁 死 | 犠 打 | 犠 飛 | 四 球 | 敬 遠 | 死 球 | 三 振 | 併 殺 打 | 打 率 | 出 塁 率 | 長 打 率 | O P S |
| --------- | --------- | ----- | ----- | ----- | ----- | ----- | -------- | -------- | -------- | ----- | ----- | ----- | -------- | ----- | ----- | ----- | ----- | ----- | ----- | -------- | ----- | -------- | -------- | ----- |
| 1981      | 日本ハム  | 26    | 17    | 16    | 2     | 2     | 0        | 0        | 0        | 2     | 0     | 2     | 1        | 1     | 0     | 0     | 0     | 0     | 3     | 0        | .125  | .125     | .125     | .250  |
| 通算：1年 | 通算：1年 | 26    | 17    | 16    | 2     | 2     | 0        | 0        | 0        | 2     | 0     | 2     | 1        | 1     | 0     | 0     | 0     | 0     | 3     | 0        | .125  | .125     | .125     | .250  |

### 記録
- 初出場：1981年4月27日、対近鉄バファローズ前期5回戦（後楽園球場）、9回裏に村井英司の代走
- 初先発出場：1981年5月5日、対阪急ブレーブス前期4回戦（後楽園球場）、9番・遊撃手
- 初安打：1981年5月25日、対ロッテオリオンズ前期9回戦（後楽園球場）、村田兆治から

### 背番号
- 30 （1979年 - 1983年）